# Pandemia de COVID-19 na Bósnia e Herzegovina
Este artigo documenta os impactos da pandemia de COVID-19 na Bósnia e Herzegovina e pode não incluir todas as principais respostas e medidas contemporâneas.

## Antecedentes
Até 25 de fevereiro de 2020, 12 pessoas estavam sob suspeita de infecção pelo coronavírus. Em Sarajevo, três turistas chineses, que haviam demonstrado sintomas da doença, foram testados negativos para o vírus.
Em 2 de março, um homem da região de Tomislavgrad estava sob suspeita, após uma viagem à Itália. Devido a isso, foi direcionado a Mostar para um exame de análises clínica, o qual deu resultado negativo para o vírus.

## Linha do tempo
Em 5 de março, oficiais de saúde da República Sérvia confirmaram o primeiro caso de COVID-19 no páis. No mesmo dia, um segundo caso foi confirmado. As confirmações referem-se a pai e filho que haviam contraído o vírus após uma viagem à Itália.
Em 7 de março, um terceiro caso foi confirmado, tratando-se de um cidadão que havia retornado da Itália. Em 9 de março, um quarto caso foi confirmado, sendo uma estudante do ensino médio da região de Čelinac.
Ainda em 9 de março, um quinto caso na Bósnia e Herzegovina foi confirmado ña região de Zenica. Em 13 de março, mais 5 casos foram confirmados. Em 15 de março, o Ministério da Saúde anunciou as duas primeiras recuperações da doença, ambas da região de Banja Luka. Horas depois, um homem de Tešanj, que estava em Veneza, foi confirmado como o 25º caso de infecção. Em 15 de março, o 24º caso foi confirmado na região de Orašje. O caso era único devido à contração da doença ocorrida n Alemanha, diferente dos demais que haviam contraído na Itália.
Em 17 de março, o 26º caso foi confirmado na região de Bihać. A vitima era uma mulher que havia voltado da Alemanha. No mesmo dia, o Conselho de Ministros da Bósnia e Herzegovina declarou estado de emergência em todo o país.
Na noite de 17 de março, mais 7 casos foram confirmados,, sendo uma de Prnjavor, outra de Modriča e 5 de Banja Luka. Na manhã de 18 de março, Boris Jerinić, prefeito de Doboj, postou em sua página do Facebook que a origem de um dos infectados era Modriča e não Doboj.

## Reações

### Bósnia e Herzegovina
A Presidência da Bósnia e Herzegovina anunciou a colocação de tendas de quarentena pelas Forças Armadas nas fronteiras do país, destinadas aos cidadãos que estavam voltando para casa. Todo dicadão da Bósnia que chega ao país é obrigado a se colocar em quarentena por um período de 14 dias a partir do dia da chegada. Além disso, serão montadas tendas na fronteira ao norte com a Croácia.
Em 15 de março, o Conselho de Ministros da Bósnia e Herzegovina emitiu uma decisão que proíbe estrangeiros de adentrarem o país, principalmente se originários de regiões com intensa transmissão do vírus, incluindo Coreia do Sul, Japão, Itália, Irã, França, Romênia, Alemanha, Áustria, Espanha, Suíça e Bélgica.

### Federação da Bósnia e Herzegovina

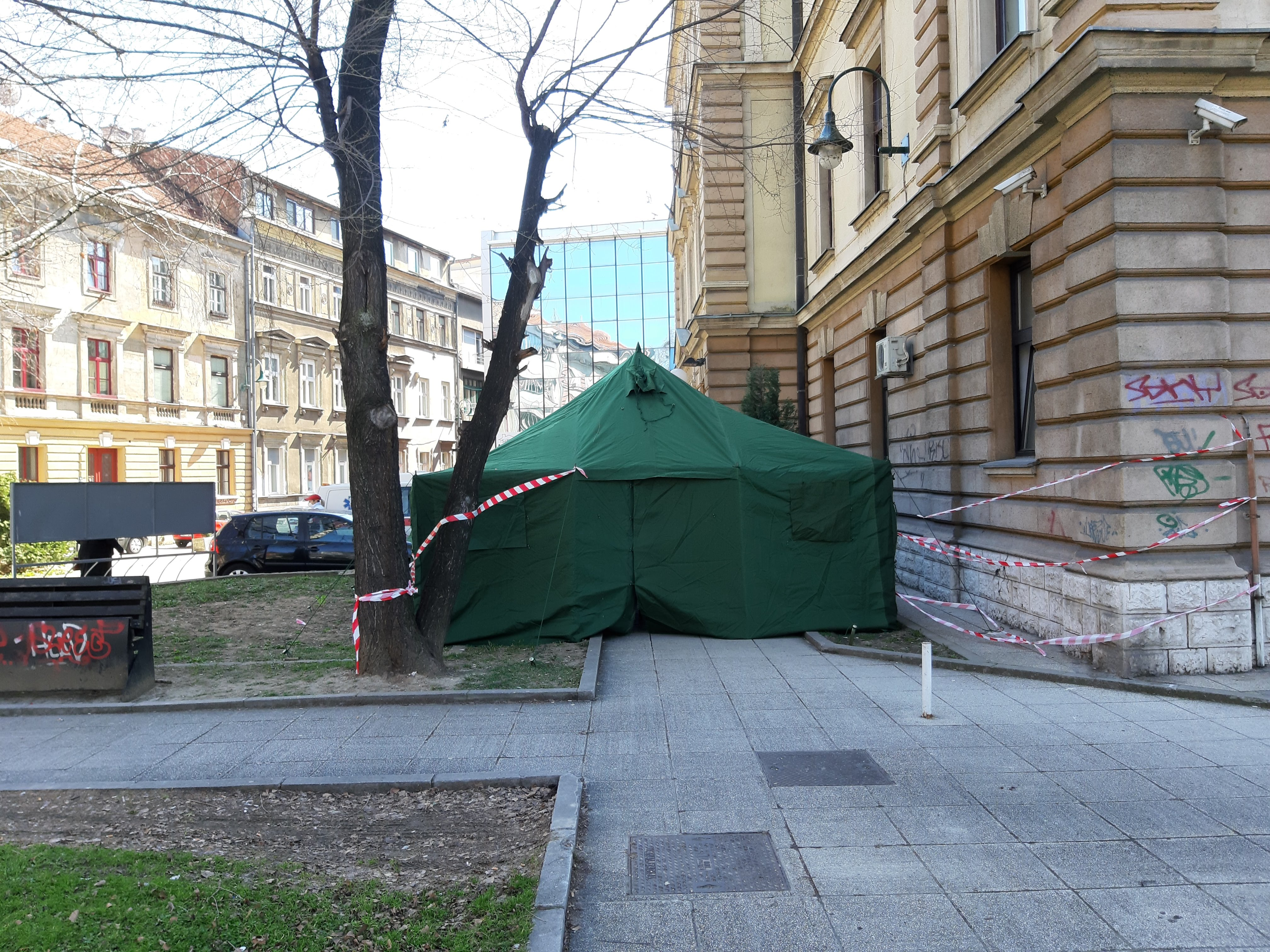
Tenda de triagem localizada em Sarajevo durante a pandemia de COVID-19

Em 11 de março, a Federação da Bósnia e Herzegovina decretou o fechamento temporário, por duas semanas, de de escolas secundárias e universidades para conter a propagação do vírus. Apesar disso, os líderes da Cantão da Herzegovina Ocidental se recusaram a seguir o exemplo.
Em 16 de março, a Federação da Bósnia e Herzegovina presenciou atos de lucro ilegal. Farmácias e lojas locais, que utilizavam a situação e alta demanda por géis e produtos antibacterianos e máscaras cirúrgicas, foram multadas devido ao aumento abusivo de preço em até três vezes o preço normal. As multas chegaram até a km 43 500 (R$ 124 654,20).
A sede da Federação da Bósnia e Herzegovina emitiu, em 18 de março, uma ordem que proíbe reuniões públicas, além da suspensão de todas as instalações de preparo de comida e bebidas, restaurantes, pizzarias, confeitarias, salões de beleza, cafés, discotecas e lojas de chá.

### República Sérvia

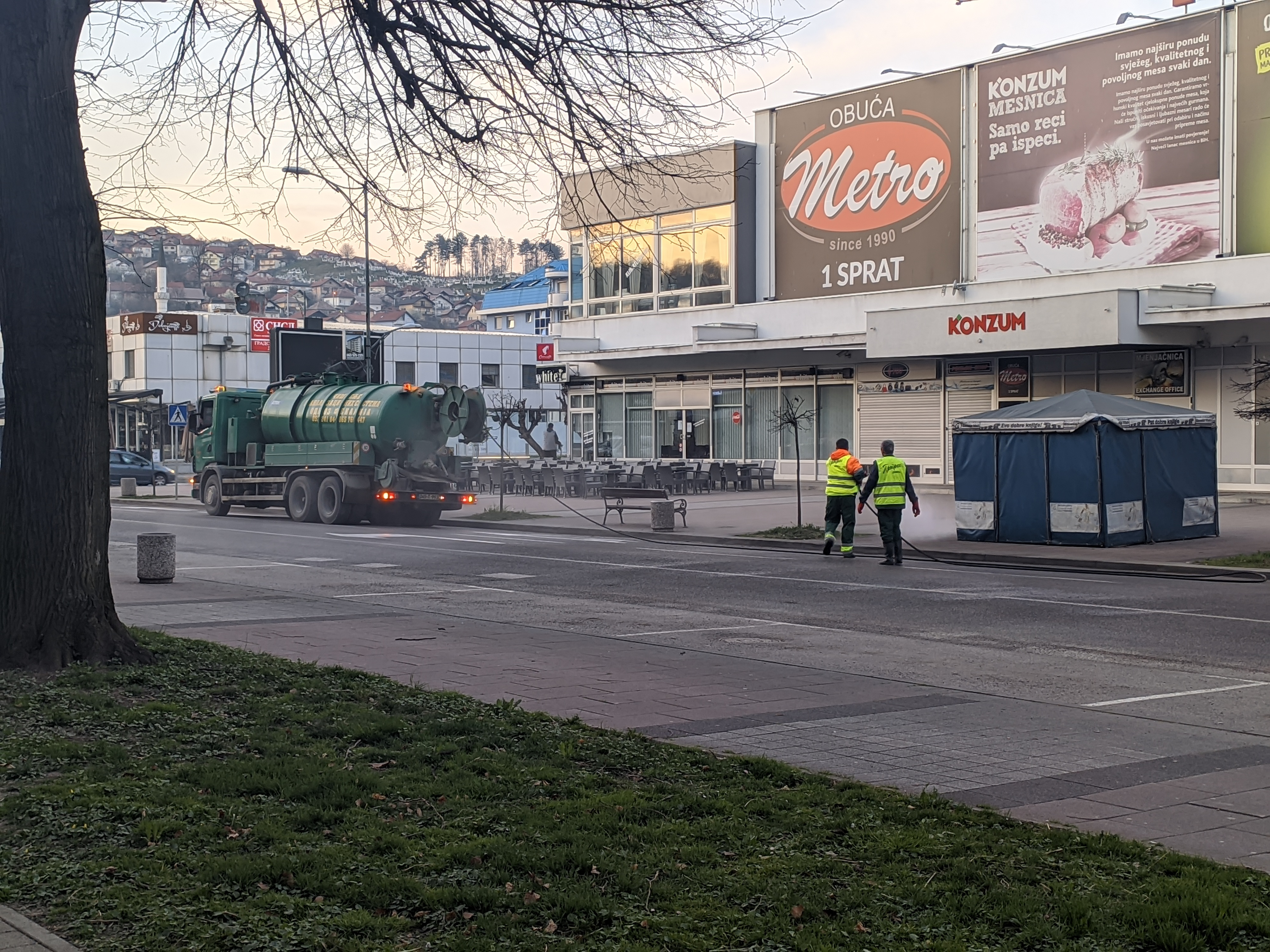
Desinfecção de rua em Doboj

A República Sérvia foi a primeira a implementar medidas profiláticas, começando nas cidades de Banja Luka e Doboj, onde o horário comercial era militado ou todos os negócios eram totalmente suspensos. O Ministério da Saúde e Providência Social ordenou a desinfecção de todos os espaços públicos e propriedades privadas. Os dormitórios dos estudantes na cidade de Banja Luka foram evacuados para desinfecção imediata.
Em 10 de março de 2020, a República Sérvia proibiu oficialmente todos os encontros públicos, além de fechar todas as escolas e a entrada de turistas provenientes de países com picos de infecção pelo coronavírus.
Entre 12 e 13 de março, várias cidades tomaram decisões para limitar o trabalho em supermercados, restaurantes e cafés, além de academias e academias de ginástica. Banja Luka, Čelinac, Prnjavor, Mrkonjić Grad e Doboj foram cidades que adediram às medidas.
Em 15 de março, Banja Luka decidiu fechar todos os restaurantes e cafés da cidade, exceto farmácias, hotéis e motéis, os quais são permitidos a trabalhar até 22h e 18h, respectivamente.
O Ministro da Saúde e Previdência Social, Alen Šeranić, informou que 2026 indivíduo estão sob vigilância na República Sérvia. Informou, ainda, que apenas cidadãos que vieram de outros países estariam em observação, e que a quarentena seria obrigatória.